# Fokker V 23
Die Fokker V 23 war ein deutscher Jagdflugzeug-Prototyp im Ersten Weltkrieg.

## Entwicklung
Unter dem Eindruck der – von ihm auch selbst geflogenen – Junkers-Typen J 2 und J 7 wandte sich Anthony Fokker um 1917/1918 wieder verstärkt dem als Eindecker ausgelegten Jagdflugzeug zu. Nach dem ersten solchermaßen von den Fokker-Werken entworfenen und als Mitteldecker ausgelegten, verspannungslosen Typen V 17 und V 20 begann im März 1918 der Bau der V 23, die sich von ihren Vorgängern hauptsächlich durch die zweiholmig ausgeführten Tragflächen mit einem neuen Profil unterschied. Von letzterem erwartete man sich eine Verbesserung der Leistungen gegenüber der V 20. Des Weiteren besaßen die Querruder keinen Ausgleich. Der Prototyp erhielt einen 160-PS-Motor von Daimler und die Werknummer 2443. Nach der Fertigstellung wurde das Flugzeug am 28. Mai nach Adlershof gesandt, um am dort vom 27. Mai bis zum 21. Juni 1918 stattfindenden zweiten D-Flugzeug-Wettbewerb teilzunehmen. Dort zeigte sich, dass die erhoffte Leistungssteigerung zur V 20 nur sehr geringfügig ausfiel und die V 23 konnte bei diesem Treffen nicht überzeugen. Besonders bemängelt wurde wie schon zuvor bei der V 20 die schlechte Sicht aus der relativ weit zurückgesetzten Führerkanzel. Im Juli 1918 wurden schließlich beide Entwürfe von der Idflieg für eine Serienproduktion abgelehnt. Die V 23 wurde am 17. Oktober nach einer Reparatur an die Flugzeug-Abnahme-Kommission (ZAK) in Adlershof übergeben.

## Technische Daten
| Kenngröße                       | Daten |
| ------------------------------- | --- |
| Besatzung                       | 1 |
| Spannweite                      | 9,01 m |
| Länge                           | 7,81 m |
| Flügelfläche                    | 13,6 m² |
| Flügelstreckung                 | 6,0 |
| Leermasse                       | 658 kg |
| Startmasse                      | 877 kg |
| Antrieb                         | ein wassergekühlter Sechszylinder-Viertakt-Reihenmotor mit starrer Zweiblatt-Holzluftschraube                        |
| Typ                             | Mercedes D III |
| Nennleistung effektive Leistung | 160 PS (118 kW) bei 1420/min 172 PS (127 kW) am Boden                                                                |
| Kraftstoffvorrat                | 80 l |
| Höchstgeschwindigkeit           | 210 km/h |
| Steigzeit                       | 2,5 min auf 1000 m Höhe 8,5 min auf 2000 m Höhe 12 min auf 3000 m Höhe 17 min auf 4000 m Höhe 23 min auf 5000 m Höhe |
| Bewaffnung                      | zwei starre MG |